# Protandrena marstoni
Protandrena marstoni är en biart som beskrevs av Timberlake 1976. Protandrena marstoni ingår i släktet Protandrena och familjen grävbin. Inga underarter finns listade i Catalogue of Life.